# Szilvásszentmárton
Szilvásszentmárton es un pueblo ubicado en el distrito de Kaposvár, en el condado de Somogy, Hungría.

## Superficie
Posee una superficie de 7,080 kilómetros cuadrados.

## Demografía
Hasta 2019 la población era de 209 habitantes, con una densidad de población de 29,52 habitantes por kilómetro cuadrado.